# Satellite ballon

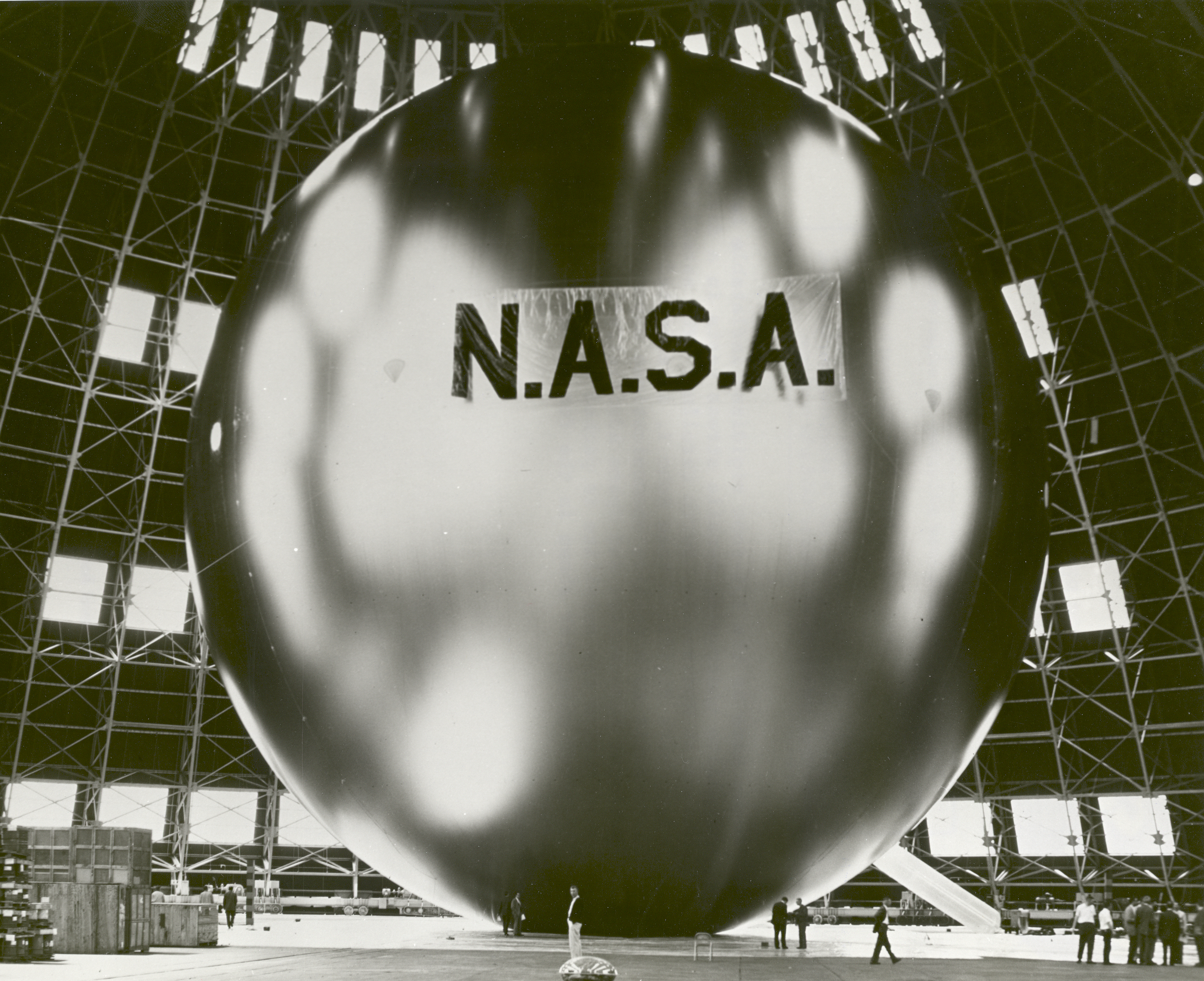
Echo 2 en cours de test le 19 mai 1961. Replié, il tenait dans l'étui au premier plan.

Un satellite ballon (appelé occasionnellement « satelloon », nom de marque appartenant à la société G.T. Schjeldahl Company de Gilmore Schjeldahl) est un satellite gonflé au gaz après sa mise en orbite.

## Liste des satellites ballon
| Satellite                 | Date de lancement (UTC)                 | Date de rentrée                      | Masse (kg) | Diamètre (m) | NSSDC ID   | Nation     | Usage              |
| ------------------------- | --------------------------------------- | ------------------------------------ | ---------- | ------------ | ---------- | ---------- | ------------------ |
| Beacon 1                  | 24 octobre 1958 à 03:21                 | 24 octobre 1958 (échec au lancement) | 4.2        | 3.66         | 1958-F18   | États-Unis | ado                |
| Beacon 2                  | 15 août 1959 à 00:31:00                 | 15 août 1959 (échec au lancement)    | 4.2        | 3.66         | 1959-F07   | États-Unis | ado                |
| Echo 1                    | 12 août 1960 à 09:36:00                 | 24 mai 1968                          | 180        | 30.48        | 1960-009A  | États-Unis | pcr, ado, spc, tri |
| Explorer 9                | 16 février 1961 à 13:12:00              | 9 avril 1964                         | 36         | 3.66         | 1961-004A  | États-Unis | ado                |
| Explorer 19 (AD-A)        | 19 décembre 1963 à 18:43:00             | 5 octobre 1981                       | 7.7        | 3.66         | 1963-053A  | États-Unis | ado                |
| Echo 2                    | 25 janvier 1964 à 13:55:00              | 7 juin 1969                          | 256        | 41           | 1964-004A  | États-Unis | pcr, tri           |
| Explorer 24 (AD-B)        | 21 novembre 1964 à 17:17:00             | 18 octobre 1968                      | 8.6        | 3.6          | 1964-076A  | États-Unis | ado                |
| PAGEOS                    | 24 juin 1966 à 00:14:00                 | 12 juillet 1975                      | 56.7       | 30.48        | 1966-056A  | États-Unis | tri                |
| PasComSat (OV1-8)         | 14 juillet 1966 à 02:10:02              | 4 janvier 1978                       | 3.2        | 9.1          | 1966-063A  | États-Unis | pcr                |
| Explorer 39 (AD-C)        | 8 août 1968 à 20:12:00                  | 22 juin 1981                         | 9.4        | 3.6          | 1968-066A  | États-Unis | ado                |
| Mylar Balloon             | 7 août 1971 à 00:11:00                  | 1er septembre à 1981                 | 0.8        | 2.13         | 1971-067F  | États-Unis | ado                |
| Qi Qiu Weixing 1          | 3 septembre 1990 à 00:53:00             | 11 mars 1991                         | 4          | 3            | 1990-081B  | Chine      | ado                |
| Qi Qiu Weixing 2          | 3 septembre 1990 à 00:53:00             | 24 juillet 1991                      | 4          | 2.5          | 1990-081C  | Chine      | ado                |
| Naduvaniy gazovoy balloon | 30 mars 1991 (?), depuis la station Mir |                                      |            |              | 1986-017FJ | Russie     |                    |
| Orbital Reflector (en)    | 3 décembre 2018                         |                                      |            |              |            | États-Unis | Œuvre d'art        |

Abréviations :
- pcr = réflecteur de communication passif, le satellite réfléchit les signaux micro-ondes.
- ado = observations de la densité atmosphérique
- spc = calculs de la pression solaire, estimation de l'impact du vent solaire sur l'orbite.
- tri = triangulation par satellite, mesurant la surface de la Terre.

## Satellites ballon Echo 1 et 2
Le premier corps volant de ce type a été Echo 1, lancé le 12 août 1960 sur une orbite haute de 1 600 km par les États-Unis. Il avait à l'origine une forme sphérique de 30 mètres de diamètre, avec une coque en plastique mince (en Mylar) recouverte de métal. Il a servi de test pour un satellite de communication et géodésique « passif ».
L'un des premiers contacts radio utilisant le satellite a réussi à relier la côte est des États-Unis et la Californie sur une distance de près de 80 000 km. En 1968, au moment où Echo 1 a brûlé dans l'atmosphère, les mesures de son orbite effectuées par plusieurs dizaines de stations terriennes avaient permis d'augmenter d'un facteur dix notre connaissance de la forme précise de la planète.
Son successeur fut Echo 2, sphère de 41 m de diamètre construit de la même manière et en orbite de 1964 à 1969 environ. Ce satellite a fait le tour de la Terre sur une orbite 400 kilomètres plus basse, non pas à un angle de 47° semblable à celui de Echo 1, mais sur une orbite polaire avec un angle moyen de 81°. Cela a permis d'établir des contacts radio et des mesures à des latitudes plus élevées. Trente à cinquante stations terriennes professionnelles, ainsi que près de deux cents astronomes amateurs de la planète dans des stations « Moonwatch » ont participé aux vérifications de l'orbite d'Echo 2 pour déterminer les perturbations de son orbite et du champ gravitationnel de la Terre. Ces astronomes ont contribué à environ la moitié de toutes les observations.

## Gamme d'ondes radio, visibilité
Le théorème de Pythagore nous permet de calculer facilement à quelle distance un satellite est visible s'il se trouve à une certaine hauteur du sol. On peut déterminer qu'un satellite placé sur une orbite de 1500 kilomètres se lève et se couche lorsque la distance horizontale est de 4600 kilomètres, l'atmosphère pouvant faire légèrement varier ce chiffre. Ainsi, si deux stations de radio sont distantes de 9000 kilomètres (5 600 mi) et que le satellite se trouve entre elles, des échanges de signaux radios sont possibles si ceux-ci sont suffisamment puissants.
La visibilité optique est toutefois inférieure à celle des ondes radio, car :
- le satellite doit être éclairé par le Soleil
- l'observateur a besoin d'un ciel sombre (c'est-à-dire qu'il doit être dans l'ombre de la Terre au crépuscule ou la nuit)
- la luminosité d'une sphère dépend de l'angle entre la lumière incidente et l'observateur (voir les phases de la Lune)
- la luminosité d'une sphère est très réduite à l'approche de l'horizon, l'extinction atmosphérique engloutissant jusqu'à 90% de la lumière

Malgré cela, il n'y a aucun problème à observer un corps volant tel que Echo 1 à des fins précises de géodésie par satellite, jusqu'à une élévation de 20°, ce qui correspond à une distance de 2 900 km. En théorie, cela signifie que des distances allant jusqu'à 5 000 kilomètres entre les points de mesure peuvent être « reliées ». En pratique des distances jusqu'à 3000/4000 km ont été utilisées.

## Autres satellites ballon
À des fins d'essais spéciaux, plusieurs satellites du programme Explorer ont été construits en ballons tels ceux du programme Air Density Explorer.
Echo 1 était un succès reconnu de l'ingénierie radio, mais le principe des télécommunications passives (réflexion des ondes radio sur la surface du ballon) fut bientôt remplacé par des systèmes actifs. Telstar 1 (1962) et Early Bird (1965) ont été en mesure de transmettre plusieurs centaines de canaux audio simultanément en plus d'un programme télévisé échangé entre les continents.
La géodésie par satellite avec Echo 1 et 2 a été en mesure de répondre à toutes les attentes non seulement pour les 2 à 3 ans prévus, mais aussi pour près de 10 ans. Pour cette raison, la NASA a rapidement planifié le lancement de PAGEOS, encore plus grand, un ballon de 40 mètres. Le nom vient de « PAssive Geodetic Earth Orbiting Satellite » et rappelle Geos (« Geodetic Earth Orbiting Satellite », aussi nommé Explorer 29), un satellite électronique actif à succès de 1965.

### PAGEOS et le réseau mondial

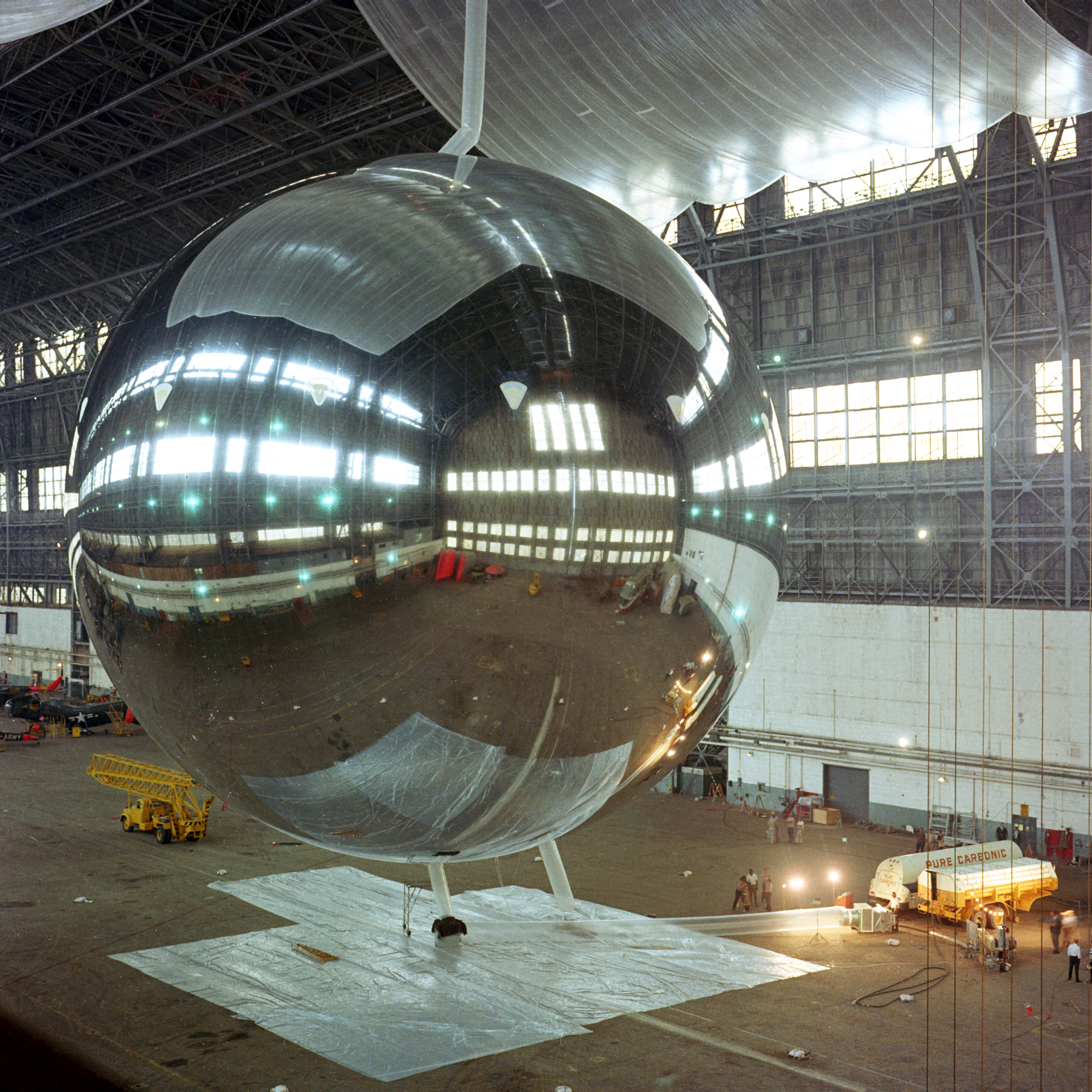
Test de gonflage de PAGEOS

PAGEOS a été spécialement lancé pour le « réseau mondial de géodésie par satellite », qui occupait environ 20 équipes d'observation à temps plein dans le monde entier jusqu'en 1973. Au total, ils ont enregistré 3000 plaques photographiques utilisables provenant de 46 stations de repérage avec des appareils photo BC-4 calibré de manière entièrement électronique (1:3 / focale 30 et 45 cm). À partir de ces images, ils ont pu calculer la position des stations en trois dimensions avec une précision d'environ 4 mètres. Le professeur Hellmut Schmid (en), de l'École polytechnique fédérale de Zurich, était le coordinateur de ce projet.
Trois stations du réseau mondial étaient situées en Europe : Catane en Sicile, Hohenpeißenberg en Bavière et Tromsø au nord de la Norvège. Pour l'achèvement du réseau de navigation, des mesures de distance exactes étaient nécessaires ; elles ont été prises sur quatre continents et en Europe avec une précision de 0,5 millimètre par kilomètre.
Le réseau mondial a permis de calculer une « date géodésique » (la position géocentrique du système de mesure) sur différents continents, à quelques mètres près. Au début des années 1970, on pouvait calculer des valeurs fiables pour près de 100 coefficients du champ de gravité de la Terre.

### 1965-1975: succès avec les balises clignotantes
Les satellites ballon lumineux sont bien visibles et étaient mesurables sur des plaques photographiques à grain fin (moins sensibles), même au début du voyage spatiaux, mais la chronométrie exacte de la trajectoire d'un satellite posait problème. À cette époque, elle ne pouvait être déterminée qu'en quelques millisecondes.
Comme les satellites tournent autour la Terre à environ 7–8 km/s, une erreur de temps de 0,002 seconde se traduit par un écart d’environ 15 mètres. Afin de répondre au nouvel objectif de mesurer les stations de repérage précisément au bout de quelques années, une méthode de balises clignotantes a été adoptée vers 1960.
Pour construire un réseau de mesure tridimensionnel, la géodésie a besoin de points cibles définis avec précision, plus que d'une date précise. Cette précision est facilement atteinte en faisant en sorte que deux stations de suivi enregistrent la même série de flashs d'un satellite.
Cette technologie était déjà bien développée en 1965 lorsque le petit satellite électronique (actif) Geos 1 (Explorer 29) a été lancé ; avec son compagnon en 1968, Geos 2 (Explorer 36 (en)), il a entraîné une augmentation remarquable de la précision.
À partir de 1975 environ, presque toutes les méthodes de mesure optiques ont perdu de leur importance, dépassées par les progrès rapides de la mesure électronique de distance. Seules de nouvelles méthodes d'observation utilisant le CCD et les positions des étoiles extrêmement précises du satellite d'astrométrie Hipparcos ont permis d'améliorer encore la mesure de la distance.